# Piotr Buciarski
Piotr Buciarski (né le 22 novembre 1975 à Varsovie, Pologne) est un athlète danois, spécialiste de la perche.
Son meilleur saut, de 5,75 m, est record national, obtenu en avril 2002 à Fort-de-France. C'est le fils du perchiste polonais Wojciech Buciarski.